# Заден бедрен мускул
Заден бедрен мускул е всеки един от трите мускула, които се намират от задната страна на бедрото: полуципест мускул, полусухожилен мускул и двуглав бедрен мускул.

## Критерии
Задните бедрени мускули отговарят на следните условия:
1. Мускулите водят началото си от седалищната върга.
2. Мускулите се залавят за пищяла (тибията) или малкия пищял (фибулата).
3. Мускулите са свързани с пищялния клон на седалищния нерв.
4. Мускулите участват в сгъвънето на колянната става и разгъването на тазобедрената става.

## Функция
Задните бедрени мускули действат на две стави – тазобедрената и коляното.
Задните бедрени мускули играят важна роля в много ежедневни дейности като ходене, бягане, скачане, и контрол на движението на торса. При ходене изпълняват функцията на антагонисти на четириглавия мускул и забавят разгъването на коляното.

## Травми
При спортистите разтежението на задните бедрени мускули е често срещана травма.